# Вальвазоне-Ардзене
Вальвазоне-Ардзене (итал. Valvasone Arzene, фриул. Voleson Darzin) — коммуна в Италии, в области Фриули-Венеция-Джулия.
Образована в 2015 году путём объединения коммун Вальвазоне и Ардзене. Относилась к провинции Порденоне.
Население составляет 3 904 человек (31 декабря 2020 г.). Занимает площадь 29,68 км².
Покровителями коммуны почитаются святые апостолы Пётр и Павел, празднование 29 июня, и святой архангел Михаил, празднование 29 сентября.